# Le Cheslé

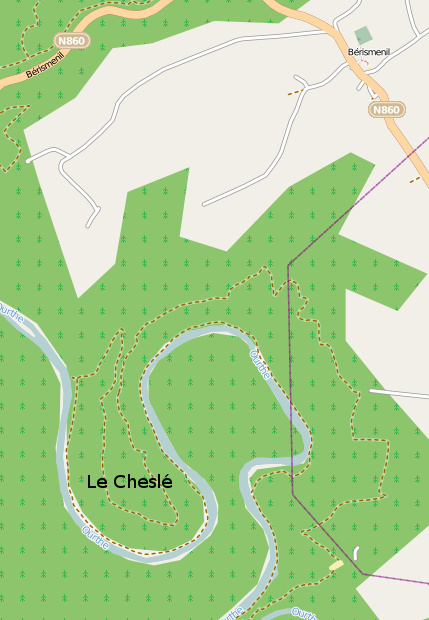
Kaart van Le Cheslé

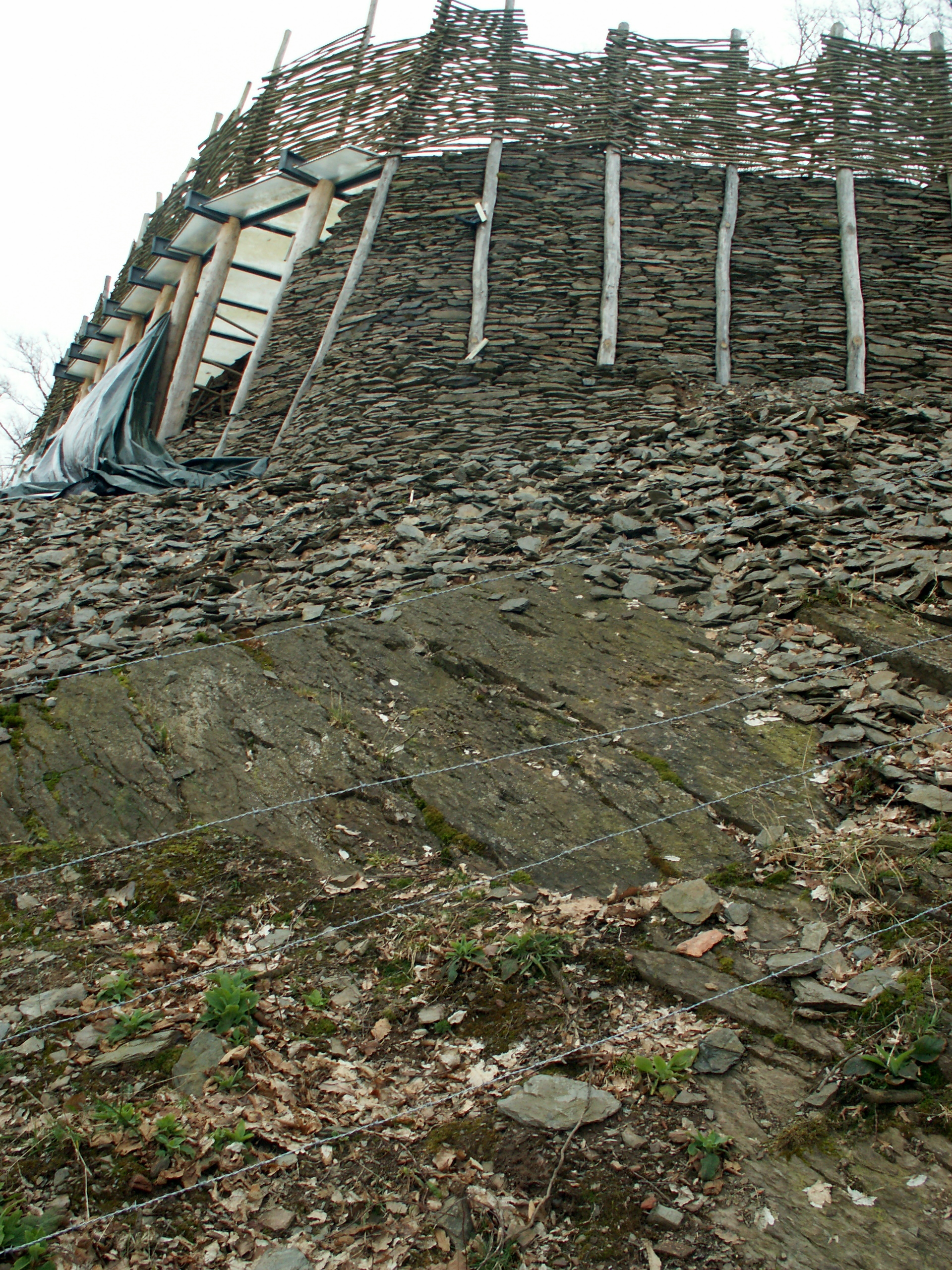
Gereconstrueerde verdedigingsmuur met poort

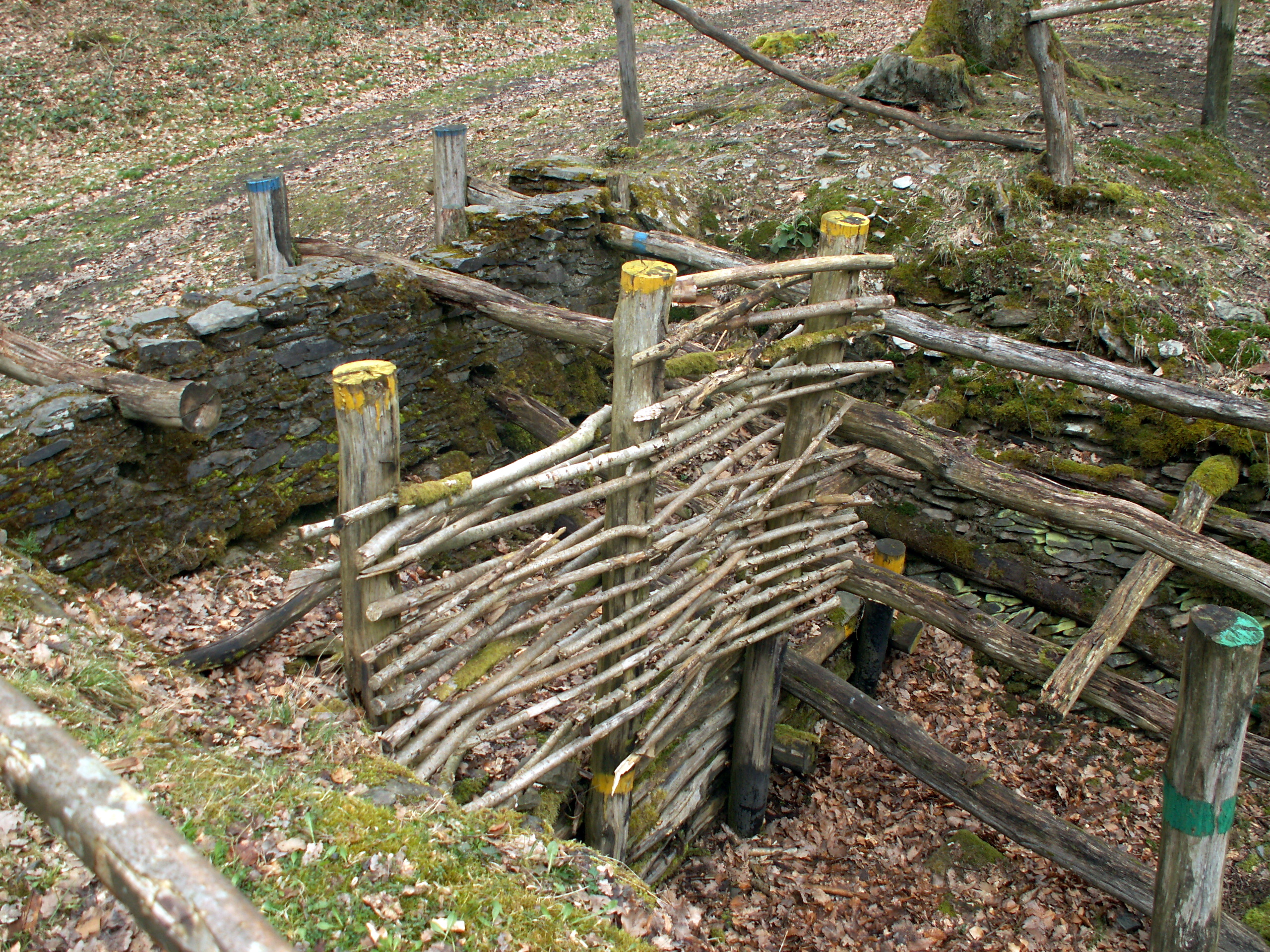
Gereconstrueerde verdedigingsmuur

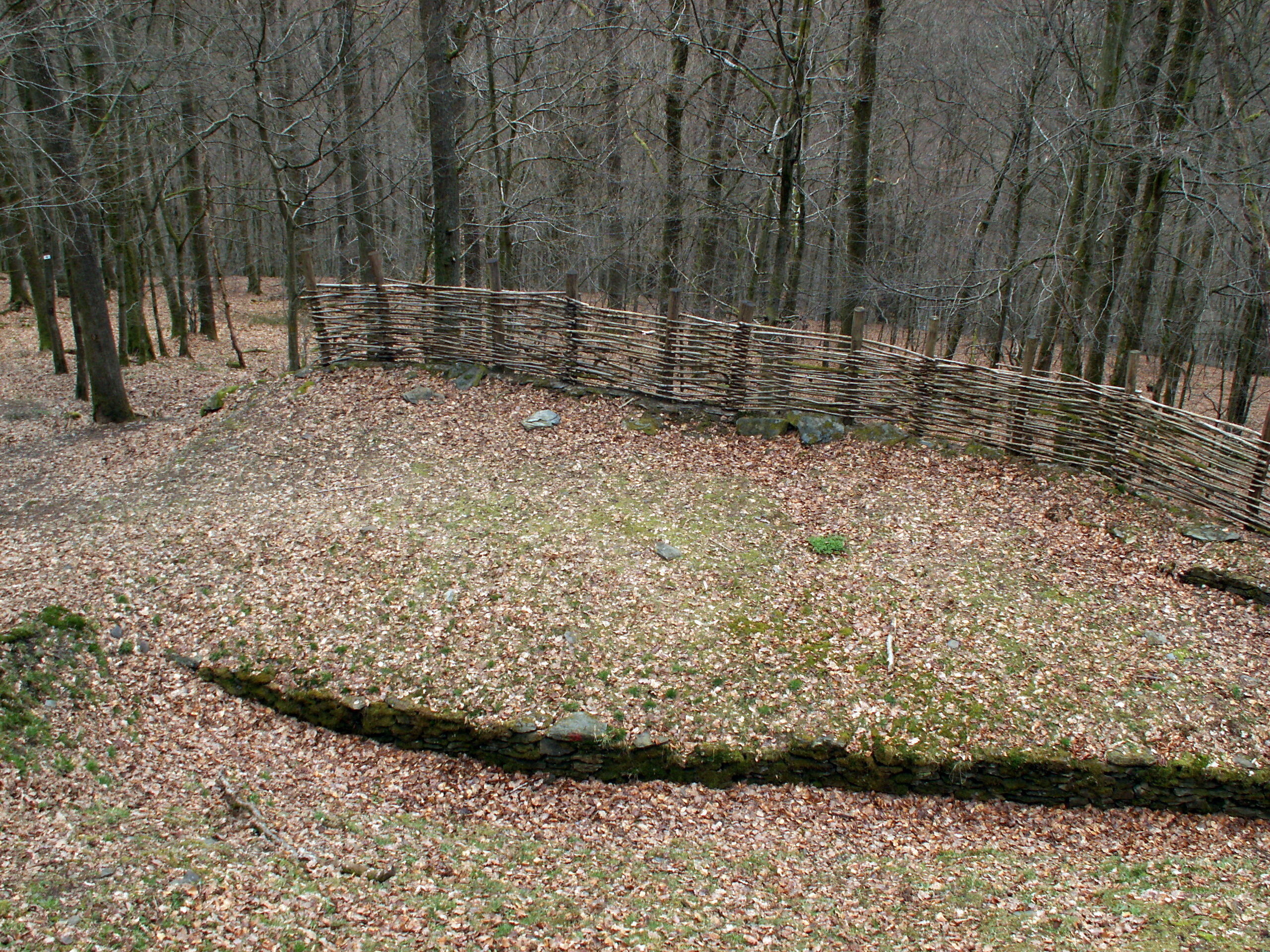
Tweede omwalling

Le Cheslé is een Keltisch kamp uit de Ijzertijd even ten zuidwesten van het dorpje Bérismenil in de gemeente La Roche-en-Ardenne in de Belgische provincie Luxemburg. Het kamp is moeilijk bereikbaar en ligt op een rotsachtig voorgebergte dat 80 meter boven het riviertje de Ourthe uitsteekt in de beekvallei als een soort schiereiland. In het oosten, zuiden en westen wordt de rots omgeven door de Ourthe die om het hoogplateau heen kronkelt. Aan de noordkant is de enige toegang, die oorspronkelijk slechts via een smal pad op een heuvelrug bereikbaar was. Het terrein van het fort omvat 14 hectare. Voor een groot deel wordt het fort beschermd door de steile wanden en op de minder steile stukken heeft men een dubbele wal aangelegd van aarde, leisteen en hout van meer dan 1750 meter lang.
Tussen de achtste en de zesde eeuw v.Chr. is het fort waarschijnlijk niet continu bewoond geweest, maar werd het gebruikt als schuilplaats voor de inwoners van de nabijgelegen dorpen.
Sinds 1960 wordt het gebied diepgaand archeologisch onderzocht. In 1980 werd ter plaatse het bouwwerk aan de noordkant van de vesting gereconstrueerd door de Nationale Vereniging voor Opgravingen. De Vrije Universiteit van Brussel heeft met haar opgravingen de structuur van de afsluitingsmuur op de meest kwetsbare plek van de vesting onderzocht, die 6 meter hoog opgeworpen was.
Tegenwoordig is het een natuurgebied met uitgegraven en gereconstrueerde muren. Vanaf het kamp heeft men uitzicht over dat deel van de vallei van de Ourthe.

## Legende
Over dit opmerkelijke en moeilijk bereikbare oord vertelt een volkslegende dat het de schuilplaats zou zijn van sylfen.
De Legende van de gouden "Gatte" verhaalt ook van een fabelachtige schat die in een put in het midden van de Cheslé verborgen ligt. Deze komt ieder jaar aan de oppervlakte met Kerst nadat de klokken om middernacht twaalf keer geslagen hebben. Om de schat meester te kunnen maken moet men een zwarte kip in de afgrond gooien en moet men de koffer meenemen zonder een woord te spreken. Drie boeren zouden dit hebben geprobeerd maar daarbij hun welslagen te luid bekendgemaakt hebben en verdwenen voor altijd.